# Comuna Ciornozemne, Iakîmivka
Ciornozemne (în ucraineană Чорноземне) este o comună în raionul Iakîmivka, regiunea Zaporijjea, Ucraina, formată din satele Ciornozemne (reședința), Kuibîșeve, Petrivka și Șevcenka.

## Demografie
Componența lingvistică a comunei Ciornozemne
     Ucraineană (52,74%)
     Rusă (44,45%)
     Alte limbi (0,24%)
Conform recensământului din 2001, majoritatea populației comunei Ciornozemne era vorbitoare de ucraineană (52,74%), existând în minoritate și vorbitori de rusă (44,45%) și armeană (1,97%).